# Geotehnologija
Geotehnologija je inženirska disciplina, ki se ukvarja z različnimi posegi v zemeljski skorji, med katere spadajo raziskave in pridobivanje mineralnih surovin, gradnja podzemnih prostorov za različne namene, geotehnične gradnje, geotermija in gospodarjenje z odpadki vključno z načini odlaganja ter združuje poleg geofizikalnih raziskav tudi geometrične meritve za različne potrebe načrtovanja, vodenja in spremljanja deformacijskih in drugih procesov pri izvajanju del v zemeljski skorji.
Med geotehnološke aktivnosti spadajo evidentiranje in sanacije plazovitih območij, stabilizacija naravnih in umetnih brežin v prostoru v kamninah in zemljinah ipd. Geotehnologija je tesno povezana z drugimi gospodarskimi panogami, kot so arhitektura, gradbeništvo, metalurgija, strojništvo, geodezija, geologija, promet in podobne sodobne različice novih panog.
V Sloveniji v zadnjem času geotehnologija z rudarstvom prispeva med 3 in 5-odstotni delež BDP. Znano je, da se v geotehnologiji in rudarstvu gospodarska aktivnost v okviru svetovnih konjunkturnih trendov krepi na področju energetike in celovitega trajnostnega razvoja širših regij.

## Geotehnologija v prihodnosti
Posegi pod površino zemlje za različne namene so vedno pomembnejši. V naslednjih letih se pričakuje povečan trend izgradnje različnih podzemnih prostorov za namene transporta, skladiščenja, rekreacije, ipd.
Rudarstvo ima na Slovenskem več kot stoletno tradicijo, zadnje čase pa je zabeležena tudi rast rudarske industrije, saj število nahajališč mineralnih surovin s koncesijsko pogodbo (rudarsko pravico) narašča.
Slovenija se je zadnjih letih osredotočila na zmanjševanje količine odpadkov in leta 2014 sprejela tako imenovani projekt »zero waste goal«, ki je usmerjen v reciklažo prav vseh proizvedenih odpadkov. V sklopu predelave in ponovne uporabe odpadkov se je razvil koncept urbanega rudarstva, ki obsega različne procese recikliranja tako posameznih komponent kot osnovnih elementov različnih proizvodov, industrijskih in stanovanjskih objektov ter različnih vrst odpadkov. Urbano rudarstvo se pogosto omenja predvsem v povezavi s ponovno uporabo plemenitih kovin kot so zlato, srebro, platina in ostalih redkih kovin, ki se pretežno uporabljajo v elektronski industriji.
V prihodnjih 15 letih bo v Evropi zgrajenih okrog 2.300 kilometrov transportnih predorov, zato je jasno, da bo geotehnologija tista veda, ki bo dala ustrezne odgovore ter tehnične in tehnološke rešitve za strokovno rabo podzemnih prostorov.